# Lee Kerslake
Lee Kerslake (16. dubna 1947 Bournemouth, Spojené království – 19. září 2020 Londýn) byl anglický bubeník. Dlouhodobě působil v rockové skupině Uriah Heep.

## Kariéra
Ve druhé polovině 60. let 20. století byl členem skupiny The Gods. Do Uriah Heep vstoupil v listopadu 1971, odešel v říjnu 1979 a znovu vstoupil v dubnu 1982. Definitivně ze skupiny odešel ze zdravotních důvodů v roce 2007. Hrál i na sólových albech členů Uriah Heep Kena Henslyho a Davida Byrona. V období let 1979–1982 účinkoval na albech s Black Sabbath a Ozzy Osbournem.
Působil jako studiový hudebník, společně s baskytaristou Bobem Daisleyem hrál na Ozzyho albech Blizzard of Ozz a Diary of a Madman a toto účinkování se později stalo předmětem soudního sporu mezi nimi a Ozzym.

## Diskografie

### Sólová alba
- Eleventeen (2021)

### The Gods
- Genesis (1968)
- To Samuel A Son (1970)
- The Gods Featuring Ken Hensley (1976)
- Gods

### Head Machine
- Orgasm (1970)

### National Head Band
- Albert One

### Toe Fat
- Toe Fat (1970)

### Uriah Heep
- Demons & Wizards (1972)
- The Magician's Birthday (1972)
- Uriah Heep Live (1973)
- Sweet Freedom (1973)
- Wonderworld (1974)
- Return to Fantasy (1975)
- High and Mighty (1976)
- Firefly (1977)
- Innocent Victim (1977)
- Fallen Angel (1978)
- Abominog (1982)
- Head First (1983)
- Equator (1985)
- Live at Shepperton '74 (1986) – recorded 1974
- Live in Europe 1979 (1986) – recorded 1979
- Live in Moscow (1988)
- Raging Silence (1989)
- Different World (1991)
- Sea of Light (1995)
- Spellbinder Live (1996)
- King Biscuit Flower Hour Presents in Concert (1997) – recorded 1974
- Sonic Origami (1998)
- Future Echoes of the Past (2000)
- Acoustically Driven (2001)
- Electrically Driven (2001)
- The Magician's Birthday Party (2002)
- Live in the USA (2003)
- Magic Night (2004)
- Between Two Worlds (2005)
- Still 'Eavy Still Proud

### Ken Hensley
- Proud Words On A Dusty Shelf (1973)

### David Byron
- Take No Prisoners (1975)
- Man Of Yesterdays: The Anthology

### Ozzy Osbourne
- Blizzard of Ozz (1980) (On 2011 Reissue)
- Diary of a Madman (1981) (On 2011 Reissue)
- Tribute (1987) (on two tracks)
- The Ozzman Cometh (1997) (not on the current pressing)

### Living Loud
- Living Loud (2003/2004)
- Live In Sydney 2004 (2005, 2CD/DVD)